# San Isidro, García
San Isidro är en ort i Mexiko.   Den ligger i kommunen García och delstaten Nuevo León, i den centrala delen av landet, 700 km norr om huvudstaden Mexico City. San Isidro ligger 1 040 meter över havet och antalet invånare är 136.
Terrängen runt San Isidro är kuperad åt nordväst, men åt sydost är den bergig. Runt San Isidro är det ganska tätbefolkat, med 155 invånare per kvadratkilometer. Närmaste större samhälle är García, 19,7 km nordost om San Isidro. Omgivningarna runt San Isidro är i huvudsak ett öppet busklandskap.